# Digitální obraz

Rozdíl mezi vektorovým a bitmapovým obrázkem. 7× zvětšeno

Digitální obraz je reprezentace dvojrozměrného obrazu, který používá jedničky a nuly (binární soustavu). Rozlišují se dva typy obrázků. vektorový nebo rastrový (bitmapový) typ. Bez hlubšího rozlišení se termín „digitální obraz“ obvykle používá pro rastrové obrázky.

## Rastrový obraz
Rastrový nebo bitmapový obrázek je popsán pomocí jednotlivých barevných bodů (pixelů). Body jsou uspořádány do mřížky. Každý bod má určen svou přesnou polohu a barvu (např. RGB). Tento způsob popisu obrázků používá např. televize nebo digitální fotoaparát. Kvalitu záznamu obrázku ovlivňuje především rozlišení a barevná hloubka.

## Vektorový obraz
Vektorový obrázek je reprezentován pomocí geometrických objektů (body, přímky, křivky, polygony).

## Tisk digitálního obrazu
Digitální obrazy se nejdříve mohou upravovat v počítačových grafických editorech a posléze tisknout na vhodný materiál.

### Tisk na plátno
Výsledný produkt pak může být přenesen inkoustovým tiskem na speciální plátno. Například ručně podávaným velkoplošným tiskem, ve kterém se nanesené barvy vpijí do hloubky použitého materiálu, takže se neodlupují a neodírají. Malba může být ošetřena fixativem, který malbu zpevní a chrání před ultrafialovým zářením a vodou. Nakonec se obraz ošetří závěrečným lakem. Výsledné autorské dílo je adjustováno, naklížením nebo nalepením na tvrdou podložku, vypnuto a sponkováno na tzv. spodní blind rám.